# Capitani oltraggiosi
Capitani oltraggiosi (Captains Outrageous, 2001) è un romanzo noir di Joe R. Lansdale.
È il sesto romanzo che ha come protagonisti Hap Collins e Leonard Pine.

## Trama
Il romanzo si apre con Hap e Leonard stabilmente occupati come guardie giurate in un allevamento industriale di polli. Una sera, alla fine del suo turno di guardia, dopo aver salutato Leonard, Hap si ritrova a salvare, dopo una strenua lotta, una ragazza che stava per essere uccisa dopo aver subito violenze e stupro. La ragazza si scopre essere la figlia del padrone della fabbrica il quale vuole ringraziare Hap ricompensandolo con 100.000 $ e un mese di ferie concesse a lui e all'amico Leonard.
Mentre Leonard è felicemente innamorato di John, Hap ha una relazione con Brett, tanto burrascosa che sembra essere giunta alla fine.
Su suggerimento di John, i due si convincono ad andare in crociera in Messico e nei Caraibi. 
Durante una sosta, Hap e Leonard si attardano a terra nel villaggio messicano di Playa del Carmen e perdono la nave, senza praticamente soldi per tornare indietro. Mentre gironzolano per la città per cercare un telefono, vengono aggrediti da tre ladri e salvati da un vecchio pescatore di nome Ferdinand. Durante la lotta, Leonard viene accoltellato. Ferdinand carica sul suo peschereccio i due protagonisti e parte per il largo. A bordo c'è anche la figlia di Ferdinand, Beatrice. Tornati a terra, Beatrice porta a casa sua e del padre Hap e Leonard per dare loro un riparo per la notte. Mentre Leonard si riposa, Hap e Beatrice copulano e Beatrice racconta parte della sua storia a Hap. Durante il periodo che trascorrono insieme, Hap viene a sapere che Ferdinand ha contratto un grosso debito con un mafioso locale, Juan Miguel, per permettere a Beatrice di poter studiare in America.
Cercando di aiutare Ferdinand e Beatrice, Hap e Leonard finiscono in prigione con l'accusa di avere ucciso la donna; dopo l'intervento dei loro amici Charlie Blank e Jim Bob, i due vengono scarcerati e tutti assieme ritornano a casa.
Hap si sistema a casa di Brett e Charlie viene ucciso al suo posto da uno dei tirapiedi di Juan Miguel. 
A causa di questo evento, Hap e Leonard, con l'aiuto di Jim Bob, Brett e altri, decidono di tornare in Messico per sistemare i conti con Juan Miguel. 
Il piano che si va delineando prevede di prendere in ostaggio Ileana, la sensuale amante del boss, per giungere a lui.
César, un investigatore privato messicano amico di Jim Bob, mette a disposizione la propria casa per ospitare la sequestrata, che viene rapita da Jim Bob, Hap, Leonard e Brett durante una delle sue uscite a Città del Messico.
Jim Bob e Hap vanno a trattare il suo riscatto con Juan Miguel, ma la loro intenzione non è tanto estorcergli del denaro quanto prendersi la sua vita per vendicare Charlie e Beatrice. Quando però tornano a casa di César, trovano lui e Ferdinand cruentemente assassinati, poiché Hermonie, la venale moglie di César, li ha traditi per denaro, rimanendo però uccisa anche lei. Ciò spinge Hap ad anticipare i tempi agendo da solo: si nasconde nel parco della villa di Juan Miguel e uccide il boss e la sua erculea guardia del corpo soprannominata Testa d'Incudine utilizzando un fucile col teleobiettivo.
Al ritorno a LaBorde, Hap riceve la visita di Sarah Bond, la ragazza che aveva salvato dall'aggressione e che è sulla via della guarigione, tranne che per l'occhio che ha perduto.

## Edizioni
- Joe R. Lansdale, Capitani oltraggiosi, collana Stile Libero Big, traduzione di Alfredo Colitto, Einaudi, 2005, ISBN 88-06-17233-6.
- Joe R. Lansdale, Hap & Leonard 2. Bad Chili; Rumble Tumble; Capitani oltraggiosi, collana Super ET, traduzione di Alfredo Colitto, Einaudi, 2016, ISBN 978-88-06-22951-1.
- Joe R. Lansdale, Capitani oltraggiosi, collana Super ET, traduzione di Alfredo Colitto, Einaudi, 2021, ISBN 978-88-06-24852-9.